# Sterrhochaeta ruptistriga
Sterrhochaeta ruptistriga là một loài bướm đêm trong họ Geometridae.